# Uffe Ravnskov
 (mars 2021).
Uffe Ravnskov, né en 1934 à Copenhague, est un chercheur scientifique indépendant danois.
Ancien praticien privé en Suède et membre de diverses organisations scientifiques internationales, Ravnskov a acquis, ces dernières années, une reconnaissance internationale pour ses recherches sur de nombreuses études scientifiques, menant à la publication d’un livre déclarant que l’hypothèse lipidique largement popularisée est scientifiquement invalide.

## Début de carrière
Durant les sept années suivant l’obtention de son doctorat en médecine de l’université de Copenhague en 1961, Ravnskov a travaillé dans divers services en chirurgie, radiothérapie, neurologie, pédiatrie médicale au Danemark et en Suède. Il a ensuite entrepris des études scientifiques dans les départements de néphrologie et de chimie clinique au CHU de Lund. Après l’obtention de son doctorat avec spécialisation en médecine interne et néphrologie en 1973, il a été professeur adjoint au département de néphrologie de l’université de 1975 à 1979,,.

Une affaire de fraude scientifique commise par un collègue sera à l’origine de son changement de carrière :

« En 1977, j’ai découvert que l’un de mes collègues avait falsifié une partie de sa thèse de doctorat. Les dénonciateurs ne sont pas les bienvenus dans le monde universitaire. Ainsi, au lieu d’exclure le chercheur fraudeur, c’est ma recherche qu’on a mis en cause. Finalement, la résistance de mes supérieurs est devenue intolérable et j’ai décidé d’ouvrir mon propre cabinet privé. »

En 1979, Ravnskov a ouvert un cabinet de médecine interne et de néphrologie à Lund et poursuivi ses activités de chercheur scientifique indépendant tout en pratiquant la médecine privée. Il continue ses activités de recherche scientifique à temps plein depuis qu’il a pris sa retraite de médecin en 2000.

## Enquête sur l’hypothèse lipidique, ou l’idée «régime-cœur»
Ravnskov n’est pas le premier chercheur scientifique à remettre en cause la validité de l’hypothèse lipidique (en vogue dans certains milieux d’affaires, médiatiques et médicaux de nombreux pays) avec le travail de médecins comme Ancel Keys dans les années 1950. Lorsque cette thèse fut fortement promue en Suède, Ravnskov sentit une incongruité entre ces idées et la littérature scientifique dont il avait connaissance. Selon lui : 

« Lorsque la campagne sur cholestérol a été introduite en Suède en 1989, j’ai été très surpris. Ayant superficiellement suivi la littérature scientifique sur le cholestérol et les maladies cardiovasculaires pendant un certain nombre d’années, je n’avais pas souvenir d’études prouvant qu’un taux élevé de cholestérol était dangereux pour le cœur ou les vaisseaux sanguins, ou que tout autre type de graisses alimentaires était plus bénéfique ou nocif qu’un autre. Je suis devenu curieux et j’ai commencé à lire de façon plus systématique. »

 Après avoir commencé à recueillir et à examiner les données des études scientifiques passées, Ravnskov a découvert suffisamment de preuves pour lui permettre d’affirmer que les fondements scientifiques de l’hypothèse régime-cœur était scientifiquement erronée, et que par conséquent l’hypothèse lipidique n’avait aucune validité. Les déclarations contradictoires qu’il a réuni sur le sujet représentent une telle somme qu’il a pris conscience qu’il fallait tout un livre pour remettre publiquement en cause toutes les « inexactitudes, interprétations erronées, exagérations et citations trompeuses dans ce domaine de recherche. »
À sa parution en Suède en 1991 et en Finlande en 1992, son ouvrage Kolesterolmyten (« Les Mythes du cholestérol ») a reçu une attention négative de la part de la presse locale qui a consulté les chercheurs et les autorités sanitaires qui y étaient critiqués. Ravnskov rappelle, dans la réédition de 2003 de son livre, comment celui-ci a été dénigré dans une émission de la 2e chaine de la télévision finnoise et qu’un exemplaire de l’ouvrage a littéralement été brulé. Le bannissement de l’ouvrage par le ridicule et l’hystérie suscités par les médias, plutôt que par la réfutation scientifiquement valide s’est avéré généralement efficace, et la distribution du livre a stagné.
L’expansion de l’Internet dans les années 1990 a cependant donné à Ravnskov l’occasion de porter ses conclusions devant le grand public. En 1997, il a publié des extraits choisis des Mythes de cholestérol sur le Web. Selon le moteur de recherche Direct Hit en 1999, le site de Ravnskov est rapidement devenu parmi les dix plus populaires des sites consacrés au cholestérol. Cet intérêt mondial a amené la traduction de son ouvrage en anglais, et sa publication aux États-Unis, sous le titre The Cholesterol Myths: Exposing the Fallacy that Saturated Fat and Cholesterol cause Heart Disease en septembre 2000 par une maison d’édition établie par Sally Fallon, directrice de la Fondation Weston A. Price. L’ouvrage a ensuite été publié en Allemagne en 2002 sous le titre Mythos Cholesterin. Die zehn größten Irrtümer (« Mythe du cholestérol : les dix plus grandes erreurs »).
Depuis 1990, Ravnskov a publié plus de 80 articles scientifiques critiquant l’hypothèse régime-cœur, en proposant de nouvelles hypothèses et montrent aussi,, que « le succès de la propagation de l’idée régime-cœur est due à des auteurs qui ignorent systématiquement ou citent à tort des études discordantes (contradictoires) ». Ravnskov a été le premier à suggérer que l’effet positif des statines peut être dû à des effets autres que ceux liés à la diminution du cholestérol (une thèse dont Ravnskov note qu’elle est, depuis, communément acceptée). Il a démontré, dans une méta-analyse d’études cliniques sur la diminution du cholestérol publiés dans le British Medical Journal en 1992, qu’au lieu de s’accompagner d’une diminution de la mortalité coronarienne, la diminution du cholestérol s’est au contraire accompagnée d’une augmentation de la mortalité totale.
En 2003, Ravnskov a publié un compte-rendu des nombreuses études cliniques montrant que les lipoprotéines de basse densité (LDL) possèdent un effet protecteur contre les infections, et il a avancé l’hypothèse que plutôt que de promouvoir l’athérosclérose, un taux élevé de cholestérol peut en fait, protéger contre elle.
Ravnskov continue d’enquêter activement sur la désinformation dans les communications scientifiques sur le cholestérol et les maladies cardiaques, et il a réfuté en octobre 2005 dans le British Medical Journal les déclarations contenues dans un article de juillet 2005 sur la maladie coronarienne en Pologne paru dans la même revue.

Dans une interview de 2005, un représentant de Health Myths Publishing a demandé à Ravnskov son point de vue sur ce qui provoque des maladies cardiaques : 

« La plupart des chercheurs dans ce domaine à ce jour conviennent que l’inflammation de la paroi artérielle est le début. La question cruciale concerne ce qui déclenche l’inflammation. La diabolisation, pendant tant d’années, du taux de cholestérol nous a empêché d’effacer l’ardoise et de repenser… toutes les études de mortalité ont échoué à montrer une association entre les morts et leur consommation de gras saturés, ou de leur taux de cholestérol sérique et du degré d’athérosclérose. Les gens qui évitent tous les gras saturés et qui ont de faibles taux de cholestérol ont autant d’athérosclérose que ceux qui ingurgitent des gras animaux et dont le taux de cholestérol est élevé.
Une autre idée fausse est que l’athérosclérose est une maladie. Quand les artères deviennent enflammées, le corps commence immédiatement un processus de réparation visant à renforcer la paroi vasculaire. Les cellules musculaires lisses prolifèrent, la fibrose s’ensuit, et par la suite, si nécessaire à de nouvelles forces, le cholestérol et le calcium sont utilisés en renfort. Ceci est important en particulier dans les artères coronaires, car en raison des mouvements stables du cœur et la pression négative à leur extérieur, ils doivent être plus fortes que pour les artères instance dans l’intestin ou à l’intérieur des canaux osseux. Les processus inflammatoires commencent dès l’enfance et se poursuivent, c’est un mécanisme de défense naturelle et l’athérosclérose devrait donc être considérée comme des cicatrices, des vestiges du combat d’une longue vie avec des produits chimiques nocifs ou des micro-organismes… Je pense que l’attaque finale est causée par des micro-organismes, mais ce n’est pas la seule réponse. Tout facteur qui affaiblit notre défense immunitaire peut faciliter la croissance de microorganismes, également à l’intérieur de nos vaisseaux. Ces facteurs peuvent être environnementaux (composés toxiques) ou nutritionnels. Il y a beaucoup de preuves que les micro-organismes peuvent jouer un rôle. J’ai publié un avis sur cette question il y a quelques années. Cet article a depuis longtemps été l’un des plus fréquemment lus dans ce journal. »

## Distinctions et organisations
Ravnskov a reçu en 1999 le prix Skrabanek du Trinity College de Dublin, pour des contributions originales dans le domaine du scepticisme médical. Il a également reçu le Integrity In Science Award en 2003 décerné par la Fondation Weston A. Price, une organisation qui partage le scepticisme de Ravnskov au sujet de l’hypothèse lipidique.
Il est membre du panel libre du Journal de l’Association médicale suédoise (la revue médicale Läkartidningen), l’International Science Oversight Board, la Société internationale pour l’étude des acides gras et des lipides. Il est le porte-parole de THINCS, le Réseau International des Sceptiques du Cholestérol.